# Boulsa (département)
Cet article concerne le département et la commune urbaine. Pour la ville chef-lieu, voir Boulsa.
Boulsa est un département et une commune urbaine de la province du Namentenga, situé dans la région du Centre-Nord au Burkina Faso.

## Géographie

### Démographie
- En 1996, le département comptait 65 973 habitants recensés[2].
- En 2003, le département comptait 73 747 habitants estimés[3].
- En 2006, le département comptait 81 967 habitants recensés[4],[5].
- En 2019, le département comptait 113 392 habitants recensés[1].

## Administration

### Mairie
| Période                                  | Période  | Identité | Étiquette | Qualité |
| ---------------------------------------- | -------- | -------- | --------- | ------- |
|                                          | en cours |          |           |         |
| Les données manquantes sont à compléter. |          |          |           |         |

### Villes et villages
Le département et la commune urbaine de Boulsa est administrativement composé d'une ville chef-lieu, également chef-lieu de la province (données de population consolidées en 2012 issues du recensement général de 2006,) :
- Boulsa, subdivisée en six secteurs (totalisant 17 925 habitants) :

- Secteur 1 (3 407 habitants)
- Secteur 2 (3 295 habitants)
- Secteur 3 (2 883 habitants)
- Secteur 4 (4 431 habitants)
- Secteur 5 (1 851 habitants)
- Secteur 6 (2 058 habitants)

et de trente-sept villages ruraux (totalisant 64 042 habitants), :
- Baonrouré (553 habitants)
- Belga (6 322 habitants)
- Bonam (3 223 habitants)
- Dakiskièma (1 053 habitants)
- Donsin (2 368 habitants)
- Gaoga (2 463 habitants)
- Gorbellé-Peulh (230 habitants)
- Gounga (951 habitants)
- Guemsogo-Yarcé (971 habitants)
- Kiedsom (1 066 habitants)
- Kobouré (3 001 habitants)
- Kogonéré (1 426 habitants)
- Kolgosom (1 916 habitants)
- Konkoara (1 000 habitants estimés en 2012, auparavant rattaché à Konkoara-Yarcé en 2006)
- Konkoara-Yarcé (ou Komkoara) (2 942 habitants en tout en 2006, 1 942 habitants estimé en 2012 sans Konkoara)
- Lilyalla (884 habitants)
- Loatenga (951 habitants)
- Mokin-Yarcé (4 796 habitants)
- Nabitenga (776 habitants)
- Nièga (4 505 habitants)
- Paraouigué (1 105 habitants)
- Paviguibtenga (832 habitants)
- Poli-Mossi (943 habitants)
- Poli-Peulh (369 habitants)
- Samandin-Peulh (76 habitants)
- Sanghin (3 187 habitants)
- Sini (2 423 habitants)
- Sonrin (803 habitants)
- Tanghin (2 035 habitants en tout en 2006, 1 035 habitants estimé en 2012 sans Titinga)
- Titinga (1 000 habitants estimés en 2012, auparavant rattaché à Tanghin en 2006)
- Tougui (1 225 habitants)
- Walembi (579 habitants)
- Wédo (1 515 habitants)
- Zabga (1 883 habitants)
- Zambanga (5 224 habitants)
- Zomnogo-Mossi (1 216 habitants)
- Zomnogo-Peulh (230 habitants)

## Santé et éducation
Le département accueille six centres de soins et de promotion sociale (CSPS) situés à Belga, Bonam, Nièga, Mokin-Yarcé, Konkoara-Yarcé et Zabga ainsi qu'un dispensaire isolé à Boulsa urbain tandis que le centre médical avec antenne chirurgicale (CMA) de la province se trouve aussi à Boulsa.